# Drama Total presenta: Carrera alucinante
Drama Total presenta: Carrera Alucinante  (o simplemente 'Carrera Alucinante') es una serie de comedia animada canadiense que satiriza las convenciones que se encuentran comúnmente en la telerrealidad. El programa es un derivado de la serie original Drama Total creada en 2007 y la segunda serie creada como parte de la franquicia general. La serie es creada por Fresh TV Inc. y distribuida por Cake Entertainment. La serie se emitió por primera vez en los Estados Unidos en Cartoon Network el 7 de septiembre de 2015, mientras que en Canadá, la serie se estrenó en la versión canadiense de Cartoon Network el 4 de enero de 2016. También se emitió en ABC3 en Australia, a partir del 12 de diciembre de 2015. Al igual que la serie original, esta serie consta de 26 episodios por temporada.

## Trama
Los corredores visitan un país diferente en cada episodio completando los desafíos y el equipo que termine en último lugar puede ser eliminado o no. En cada una de las 26 ubicaciones diferentes, cada pareja debe ir a una "Caja Don" para recibir pistas de que déjelos decidir en qué desafío quieren desempeñarse.
Los desafíos son de cuatro tipos diferentes: "Esta o esta", un "mira o actúa", un "pasan todos" o un "super-equipo". Un "esta o esta" les da a los equipos la posibilidad de elegir entre dos desafíos, el "mira o actúa" es un desafío que debe ser realizado por una persona en el equipo, específicamente la persona que no asumió el componente de un desafío anterior, un "pasan todos" es un desafío que ambos miembros del equipo deben asumir parte, y un "súper-equipo" es un desafío en el que varios equipos completan juntos en un desafío.
Sin embargo, en algún momento del juego, si alguna persona no sigue las instrucciones específicas del desafío, se enfrentará a una penalización cronometrada una vez que llegue a una "Zona de descanso", la línea de meta de cada tramo, antes de poner un pie en la "Alfombra de Terminación".

## Personajes
Drama Total presenta: Carrera Alucinante tiene 36 nuevos concursantes con 18 equipos, junto con cuatro concursantes de la serie original Drama Total. Los concursantes compiten en equipos de dos a lo largo de la temporada: 
Devin y Carrie (Los Mejores Amigos)
Kelly y Taylor (Madre e Hija)
Emma y Kitty (Las Hermanas)
Crimson y Ennui (Los Góticos)
Noah y Owen (Los Expertos en Reality Shows)
Jay y Mickey (Los Gemelos Adversidad)
Ellody y Mary (Las Genios)
Jacques y Josee (Los Patinadores sobre Hielo)
Brody y Geoff (Los Surfistas)
Dwayne y Junior (Padre e Hijo)
MacArthur y Sanders (Las Cadetes de Policía)
Chet y Lorenzo (Los Hermanastros)
Tom y Jen (Los Blogueros de Moda)
Rock y Spud (Los Roqueros)
Laurie y Miles (Las Veganas)
Ryan y Stephanie (Los Enamorados)
Leonard y Tammy (Los Noños)
Gerry y Pete (Los Rivales de Tenis)
Owen, Geoff Noah y Leonard son personajes reutilizados de la serie original, mientras que el resto son nuevos. Sin embargo, algunos actores de doblaje y actrices que trabajaron anteriormente en Drama Total volvieron a interpretar nuevos personajes. Además, Anne Maria, Blaineley y Chris McLean hicieron cameos sin hablar en el final de temporada.

## Tabla de eliminación
| Equipo              | Equipo                    | Rango | Rango | Rango | Rango | Rango | Rango | Rango | Rango | Rango | Rango | Rango | Rango | Rango | Rango | Rango | Rango | Rango | Rango | Rango | Rango | Rango | Rango | Rango | Rango | Rango    |
| Equipo              | Equipo                    | 1/2   | 3     | 4     | 5     | 6     | 7     | 8     | 9     | 10    | 11    | 12    | 13    | 14    | 15    | 16    | 17    | 18    | 19    | 20    | 21    | 22    | 23    | 24    | 25    | 26       |
| ------------------- | ------------------------- | ----- | ----- | ----- | ----- | ----- | ----- | ----- | ----- | ----- | ----- | ----- | ----- | ----- | ----- | ----- | ----- | ----- | ----- | ----- | ----- | ----- | ----- | ----- | ----- | -------- |
| Brody & Geoff       | Surfistas                 | 6.º   | 3.er  | 15.º  | 5.º   | 4.º   | 8.º   | 1.er  | 9.º   | 6.º   | 5.º   | 2.º   | 8.º   | 8.º   | 6.º   | 1er   | 1er   | 7.º   | 5.º   | 6.º   | 6.º   |       |       |       | 1.er  | 1.er/2.º |
| MacArthur & Sanders | Cadetes de Policía        | 2.º   | 1.er  | 3.er  | 11.º  | 13.er | 7.º   | 8.º   | 8.º   | 5.º   | 2.º   | 1.er  | 11.º  | 9.º   | 3.er  | 5.º   | 7.º   | 6.º   | 3.er  | 1er   | 1er   | 5.º   | 2.º   | 2.º   | 3.er  | 1.er/2.º |
| Jacques & Josee     | Patinadores sobre Hielo   | 3.er  | 2.º   | 1.er  | 3.er  | 1.er  | 1.er  | 3.er  | 4.º   | 4.º   | 4.º   | 11.º  | 10.º  | 1.er  | 1.er  | 7.º   | 2.º   | 2.º   | 6.º   | 2.º   | 1er   | 1er   | 4.º   | 1.er  | 2.º   | 3.er     |
| Emma & Kitty        | Hermanas                  | 11.º  | 10.º  | 9.º   | 10.º  | 7.º   | 3.er  | 5.º   | 1.er  | 3.er  | 7.º   | 5.º   | 4.º   | 4.º   | 8.º   | 6.º   | 3.er  | 4.º   | 4.º   | 3.er  | 4.º   | 4.º   | 1.er  | 4.º   | 4.º   |          |
| Carrie & Devin      | Mejores Amigos            | 1.er  | 4.º   | 14.º  | 7.º   | 11.º  | 10.º  | 2.º   | 12.º  | 10.º  | 9.º   | 4.º   | 1.er  | 7.º   | 2.º   | 3.er  | 5.º   | 5.º   | 7.º   | 4.º   | 5.º   | 3.er  | 3.er  | 3.er  |       |          |
| Ryan & Stephanie    | Enamorados                | 5.º   | 8.º   | 6.º   | 6.º   | 10.º  | 13.º  | 13.º  | 5.º   | 1.er  | 3.er  | 3.er  | 6.º   | 3.er  | 5.º   | 2.º   | 8.º   | 3.er  | 2.º   | 4.º   | 1.er  | 2.º   | 5.º   |       |       |          |
| Crimson & Ennui     | Góticos                   | 14.º  | 13.º  | 8.º   | 1.er  | 2.º   | 12.º  | 10.º  | 7.º   | 8.º   | 10.º  | 8.º   | 7.º   | 2.º   | 4.º   | 4.º   | 6.º   | 1.er  | 1.er  | 7.º   |       |       |       |       |       |          |
| Noah & Owen         | Expertos en Reality Shows | 8.º   | 16.º  | 2.º   | 4.º   | 12.º  | 2.º   | 4.º   | 2.º   | 2.º   | 11.º  | 6.º   | 5.º   | 6.º   | 9.º   | 8.º   | 4.º   | 8.º   |       |       |       |       |       |       |       |          |
| Dwayne & Júnior     | Padre e Hijo              | 17.º  | 5.º   | 4.º   | 8.º   | 6.º   | 6.º   | 6.º   | 6.º   | 11.º  | 6.º   | 10.°  | 3.er  | 5.º   | 7.º   | 9.º   |       |       |       |       |       |       |       |       |       |          |
| Rock & Spud         | Roqueros                  | 9.º   | 15.º  | 13.º  | 14.º  | 14.º  | 9.º   | 11.º  | 11.º  | 12.º  | 1.er  | 9.º   | 9.º   | 10.º  |       |       |       |       |       |       |       |       |       |       |       |          |
| Chet & Lorenzo      | Hermanastros              | 15.º  | 6.º   | 7.º   | 9.º   | 5.º   | 4.º   | 7.º   | 10.º  | 7.º   | 8.º   | 7.º   | 2.º   | 11.º  |       |       |       |       |       |       |       |       |       |       |       |          |
| Jay & Mickey        | Gemelos Adversidad        | 12.º  | 12.º  | 12.º  | 12.º  | 7.º   | 11.º  | 9.º   | 3.er  | 9.º   | 12.º  |       |       |       |       |       |       |       |       |       |       |       |       |       |       |          |
| Kelly & Taylor      | Madre e Hija              | 13.º  | 11.º  | 10.º  | 13.º  | 3.er  | 5.º   | 12.º  | 13.º  |       |       |       |       |       |       |       |       |       |       |       |       |       |       |       |       |          |
| Tom & Jen           | Blogueros de Moda         | 10.º  | 7.º   | 5.º   | 2.º   | 9.º   | 14.º  |       |       |       |       |       |       |       |       |       |       |       |       |       |       |       |       |       |       |          |
| Laurie & Miles      | Veganas                   | 16.º  | 14.º  | 11.º  | 15.º  | 15.º  |       |       |       |       |       |       |       |       |       |       |       |       |       |       |       |       |       |       |       |          |
| Ellody & Mary       | Genios                    | 7.º   | 9.º   | 16.º  |       |       |       |       |       |       |       |       |       |       |       |       |       |       |       |       |       |       |       |       |       |          |
| Gerry & Pete        | Tenistas Rivales          | 4.º   | 17.º  |       |       |       |       |       |       |       |       |       |       |       |       |       |       |       |       |       |       |       |       |       |       |          |
| Leonard & Tammy     | Noños                     | 18.º  |       |       |       |       |       |       |       |       |       |       |       |       |       |       |       |       |       |       |       |       |       |       |       |          |

### Clave de color
Este equipo llegó a la final de la competencia.
     Este es el primer equipo en llegar a la Zona de Descanso.
     Este equipo estaba a salvo de la eliminación.
     Este equipo iba a ser eliminado, pero permaneció en la carrera debido a la lesión de otro equipo.
     Este es el penúltimo equipo (o el último si no es eliminatorio) en llegar a la Zona de Descanso.
     Este equipo fue eliminado.
     Este equipo abandonó, fue evacuado o fue descalificado.
     Este equipo está fuera de la competencia.

## Producción
La producción comenzó el 1 de enero de 2014 y concluyó el 30 de octubre de 2015. Se anunció que Alex Ganetakos estaba produciendo el programa, Terry McGurrin estaba escribiendo el guion, y que Chad Hicks estaba dirigiendo. El nuevo presentador Don fue revelado en una publicación de Fresh TV en octubre de 2014. Se confirmó que 26 episodios serían recogidos para el programa y que saldría al aire en algún momento del mismo año. Sin embargo, uno de los productores, Alex Ganetakos, declaró que muchas temporadas de Ridonculous Race son posibles si la primera temporada tiene éxito. En junio de 2015, todo el primer episodio se filtró en línea, revelando a todos los personajes tres meses antes de que Fresh TV pudiera lanzar sus diseños en su sitio web.

### Escenarios
Muchos países y sus elementos geográficos se utilizan como escenarios para toda la serie, con un país diferente para cada episodio. El punto de partida del primer episodio es la ciudad de Toronto, Canadá, donde los personajes deben viajar a muchos otros lugares durante la carrera. Los países que se muestran en la serie para los personajes a visitar son: Argentina, Australia, Bahamas, Brasil, China, Finlandia, Francia, Islandia, India, Indonesia, México, Marruecos, Nueva Zelandia, Rumania, Rusia, Vietnam, Zimbabue, los Emiratos Árabes Unidos, y Estados Unidos. También ingresan al círculo polar ártico durante un tramo que los lleva de regreso a Canadá. La línea de meta se encuentra en la ciudad de Nueva York.

## Medios
También se ha lanzado un videojuego que permite a los jugadores usar cualquiera de los 36 personajes principales de la serie y competir con ellos en juegos cortos de carreras sin fin. El juego, titulado "Donculous Dash", fue lanzado el 4 de enero de 2016, pero solo está disponible en Canadá. El juego se puede descargar en la tienda de aplicaciones canadiense y también hay una versión de demostración disponible en su sitio web de Cartoon Network.

## Disponibilidad
Carrera Alucinante rara vez hace lanzamientos de marketing en cualquier medio doméstico, ni siquiera en los DVD de la Región 4 de este producto derivado ni en las compras de descargas digitales. La única instancia de la disponibilidad del spin-off está en Netflix, pero erróneamente como la temporada 7 de Drama Total.